# Burgstall Denklingen
Der Burgstall Denklingen bezeichnet eine abgegangene hochmittelalterliche Höhenburg in Spornlage bei 717 m ü. NHN auf dem „Vogelherd“ etwa 1000 Meter nordwestlich der Pfarrkirche St. Martin von Denklingen, einer Gemeinde im Landkreis Starnberg in Bayern. Die Anlage wird als Bodendenkmal unter der Aktennummer D-1-8031-0018 als „Burgstall des hohen und späten Mittelalters (‚Am Vogelherd‘)“ geführt.

## Geschichte
Die Burg wurde im 12. Jahrhundert von den Herren von Denklingen erbaut. Sie wurde vermutlich 1525 im Bauernkrieg zerstört.

## Beschreibung
Die trapezförmige Anlage hat die Ausmaße von ca. 70 m in Nordwest-Südost-Richtung und 90 m in Südwest-Nordost-Richtung. Von der ehemaligen Burganlage hat sich ein tiefer Abschnittsgraben mit einem Außenwall gegen Süden erhalten, an den übrigen Seiten ist die Anlage durch einen Steilabfall geschützt.